# ウサギを主題とする作品一覧
ウサギを主題とする作品一覧（ウサギをしゅだいとするさくひんいちらん）は、ウサギを主なモチーフとした作品等の一覧である。

## 楽曲

### 童謡
- 『うさぎ (童謡)』（作詞・作曲　不詳）（わらべうた）「うさぎ　うさぎ　何見て跳ねる　十五夜お月様　見て跳ねる」
- 『ふるさと』（作詞：高野辰之、作曲： 岡野貞一）（文部省唱歌）
- 『うさぎとかめ』（作詞：石原和三郎、 作曲：納所弁次郎）（文部省唱歌）
- 『兎のダンス』（作詞：野口雨情、作曲：中山晋平）

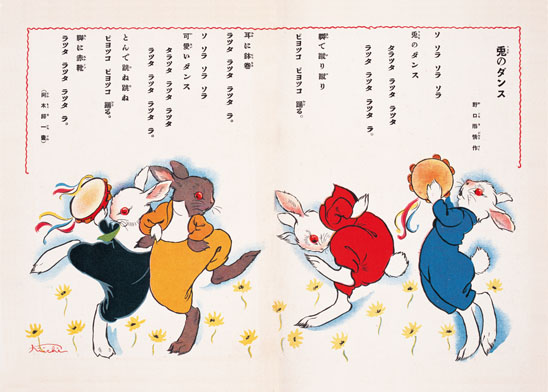
「兎のダンス」岡本帰一画(1924年)

- 『待ちぼうけ』 （作詞：北原白秋、作曲：山田耕筰）
- 『あわて床屋』 （作詞：北原白秋、作曲：山田耕筰）
- 『ピンクのバニー』（作詞：山元護久、作曲：服部克久）[1]

### 歌謡曲
- うさぎ（奥田絢子）
- うさぎ（谷山浩子）
- うさぎの唄（原由子）
- ピーターラビットとわたし（大貫妙子）
- うさぎの耳（作詞：秋元康、作曲：後藤次利、歌：渡辺美奈代）
- ホワイトラビットからのメッセージ（作詞：秋元康、作曲：山川恵津子、歌：渡辺満里奈）
- うさぎ（杉本彩）
- うさピョン音頭（鈴木より子）
- ココロノウサギ（作詞・作曲：石井妥師、歌：篠原ともえ）
- メモリー・オブ・ノンチャ（作曲&編曲：柏木広樹）
- 雪うさぎ（作詞：白鳥園枝、作曲：遠藤実、歌：チェリッシュ）
- 碧いうさぎ（作詞：牧穂エミ、作曲：織田哲郎、歌：酒井法子）
- ウサギチャンネル （作詞：大貫亜美　作曲：奥田民生、歌：PUFFY）
- ウサギとカメ （作詞：斉藤和義　作曲：斉藤和義）
- You're My Pumpkin Pumpkin Hello Honey Bunny（歌：Idea Cellular INDIA）

## 謡曲（能）
- 『竹生島』（ちくぶしま）「緑樹影沈んで　魚木に登る気色あり　月海上に浮かんでは　兎も波を奔るか　面白の島の景色や」

## 物語

### 歌舞伎
- 玉兎（たまうさぎ）

## 文学

### 古典
- 『古事記』上巻「因幡の白兎』（日本神話）
- 『今昔物語集』第五巻第十三話「三の獣、菩薩の道を行じ、兎身を焼く語」
- かちかち山（日本昔話）
- ウサギとカメ（イソップ寓話）

### 美術
- Category:美術におけるウサギ
- 鳥獣人物戯画
- 兎絵

### 小説、童話
- 『貝の火』（宮沢賢治）
- 『ガラスのうさぎ』（高木敏子）
- 『ウサギ』（南木佳士）
- 『バンビ』（フェーリクス・ザルテン）
- 『不思議の国のアリス』（ルイス・キャロル）
- 『鏡の国のアリス』（ルイス・キャロル）
- 『兎と猫』（魯迅）
- 『ウォーターシップ・ダウンのうさぎたち』（リチャード・アダムス）
- 『兎』（金井美恵子）
- 『ウサギのフローレンス』（リス・ノートン）
- 『ねむりウサギ』（星新一）[2]

### 絵本
- 『ナインチェ・プラウス』（ミッフィー、うさこちゃん）（ディック・ブルーナ）
- 『ピーターラビット』（ビアトリクス・ポター）
- 『リトル・グレイ・ラビット』（アリソン・アトリー）
- 『しろいうさぎとくろいうさぎ』（The Rabbit's Wedding）（ガース・ウィリアムズ）
- 『サンダーバニー』（ロドニー・アラン・グリーンブラット）
- 『ウサギのダフネ』（石塚幸治）
- 『うさぎのモフィ』（コンドウアキ・相澤タロウイチ）
- 『うさしくんのいちにち』（南野ましろ）
- 『ぴょこたん』（このみひかる）
- 『うさるさん。』（たみやともか）
- 『うさんごろとおばけ（おばけにあったうさんごろ）』（せなけいこ）
- 『うさんごろとへんなつき』（せなけいこ）
- 『地雷ではなく花をください』（葉祥明・柳瀬房子）

## マンガ、アニメ、ゲーム

### マンガ
- アニマル横町（前川涼）
- ウオビット（手塚治虫）[3]
- うさ男とねこ男（まきのゆうき）[4]
- 兎用心棒（スタン坂井）
- エト（うすた京介）
- 逢魔ヶ刻動物園（堀越耕平）
- Cat Shit One（小林源文）
- クマのプー太郎（中川いさみ）
- 自殺うさぎの本（アンディ・ライリー）
- 全力ウサギ（イケダケイ）
- だめっこどうぶつ（桑田乃梨子）
- 地底国の怪人（手塚治虫）
- 凸凹黒兵衛（田河水泡）[5]
- 鼻兎（小林賢太郎）
- ぱにぽに（氷川へきる）
- はぴはぴクローバー（竜山さゆり）
- パンク・ポンク（たちいりハルコ）
- ぴくぴく仙太郎（布浦翼）
- × ―ペケ―「イナバ」（新井理恵）
- 返品うさぎ（白尾こじょ）[6]
- めちゃんこウサ太（小林たつよし）
- 夢降るラビット・タウン（ますむらひろし）
- らびちゃん（手塚治虫）[7]
- ラビパパ（安田弘之）[8]
- RabiBerry（むかいあぐる）
- 流線型事件（手塚治虫）[9]
- W3（手塚治虫）

### アニメ
- あにゃまる探偵 キルミンずぅ
- アリス探偵局
- ウォレスとグルミット 野菜畑で大ピンチ!
- ウサビッチ
- うさまる
- ウリクペン救助隊
- おねがいマイメロディ
- オズワルド・ザ・ラッキー・ラビット
- 紙兎ロペ
- 月面兎兵器ミーナ
- しましまとらのしまじろう
- 十二戦支 爆烈エトレンジャー
- ちいかわ
- デ・ジ・キャラット
- ぬいぐるみのラパン
- Happy Tree Friends
- 無口なウサギ
- メイプルタウン物語
- 山ねずみロッキーチャック
- ルーニー・テューンズ（バッグス・バニー）
- 黒うさぎ

### ゲーム
- スターフォックスシリーズ
- ソニックシリーズ
- どこでもいっしょ
- モンスターファームシリーズ
- ラビッツ・パーティー

### キャラ
- 兎丸比乃（漫画『Mr.FULLSWING』）
- ラビ（TVアニメ『魔動王グランゾート』）
- ラビー（漫画・TVアニメ『ケロロ軍曹』）
- ラバック（ウサギが進化した動物）（アフターマン）

## 映画
- ロジャー・ラビット

## マスコットキャラクター
- 朝おき太、朝めざめ（おはよう朝日です）
- ジャビットファミリー（読売ジャイアンツ）
- マイメロディ（サンリオキャラクター）
- マロンクリーム（サンリオキャラクター）
- シュガーバニーズ（サンリオキャラクター）
- ウサハナ（サンリオキャラクター）
- シルバニアファミリー（エポック社）
- NOVAうさぎ（正しくは「うさぎでも鳥でもない謎の生物」）（NOVA）
- マシマロ
- いなピョン（いなべ市図書館）
- うさぎのゾンビ（サンエックス）
- ピョンちゃん（エスエス製薬のマスコット）

## 乗り物

### スクーター
- ラビットスクーター（スバル）

### 自動車
- ゴルフ/ゴルフカブリオレ（フォルクスワーゲン）米国で｢ラビット｣の名称で販売されていた事がある。
- ラビットパンダ（ウルトラマンタロウの登場メカ。ベースはバモスホンダ。）
- アルトラパン（スズキ）ラパン(Lapin)とはフランス語でうさぎの意味。エンブレムや車名ロゴなどにうさぎのデザインが入っている。
- ダットサン（日産）･･･脱兎(だっと：兎が由来の、早く走ることのたとえ)が語源のひとつとなっている。

### 電車
- ラビットカー（近鉄6800系電車）
- スノーラビット（北越急行681系電車、北越急行683系電車）

### 列車名
- 仙台シティラビット（東北本線仙台地区の快速列車）
- ラビット（宇都宮線の快速列車）
- 白兎・はくと・スーパーはくと
- スノーラビット

## その他

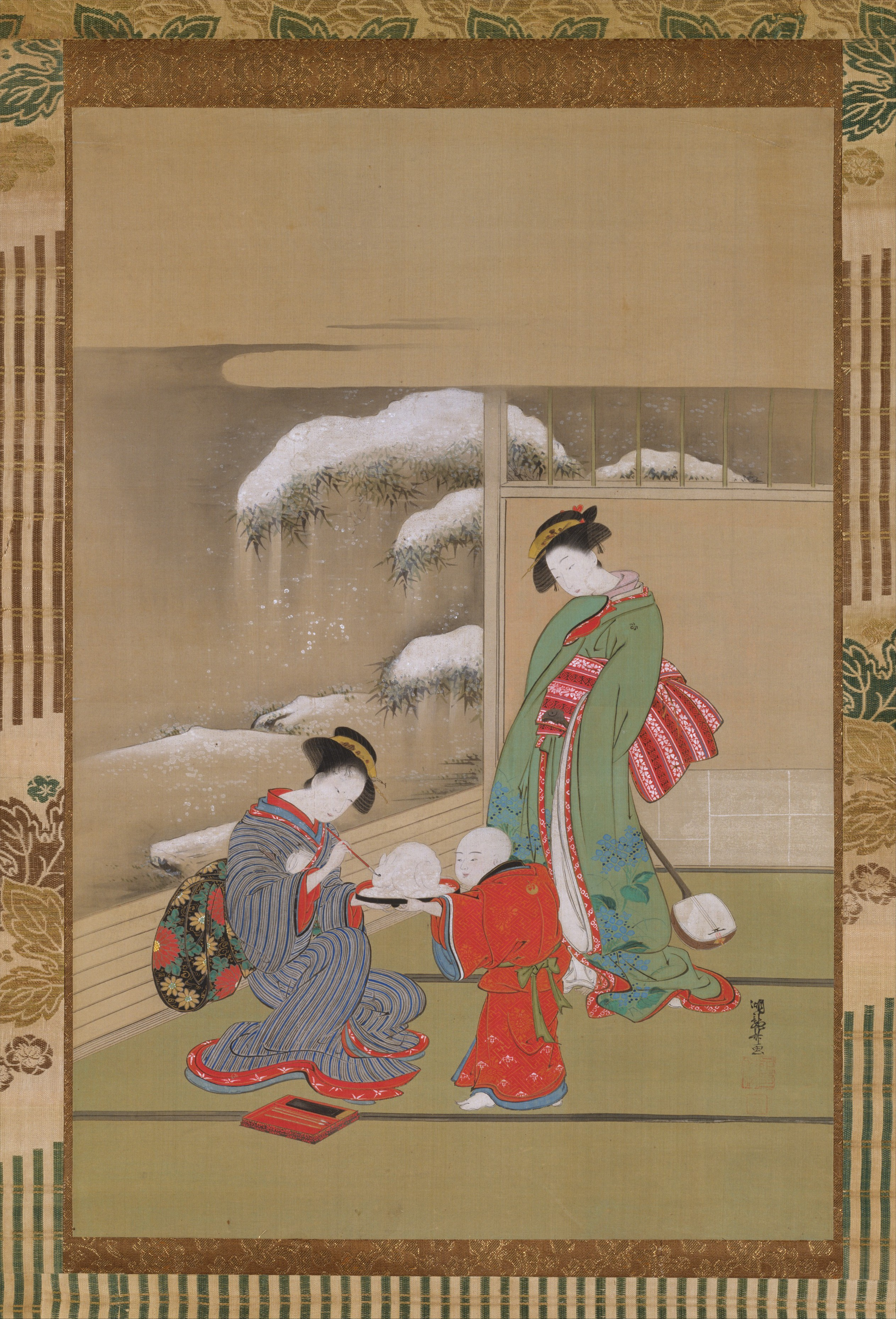
礒田湖龍斎「雪兎図」

### 携帯電話
- ドコモP206ラビット（NTTドコモパナソニック）NTTドコモ北海道限定の1万台限定携帯電話。

### 人物名
- 卯松（上杉景勝の幼名。卯年生まれであったことから。）
- ラビット関根（関根勤の旧芸名）

### 食品
- 玉兎（新潟県西蒲原郡弥彦村にある弥彦神社付近の糸屋で作られている粉菓子）[10]
- 雪うさぎ（福岡市の風月フーズが製造・販売しているマシュマロの菓子）[11]